# Mòng biển cười
Leucophaeus atricilla là một loài chim trong họ Laridae.

## HÌnh ảnh

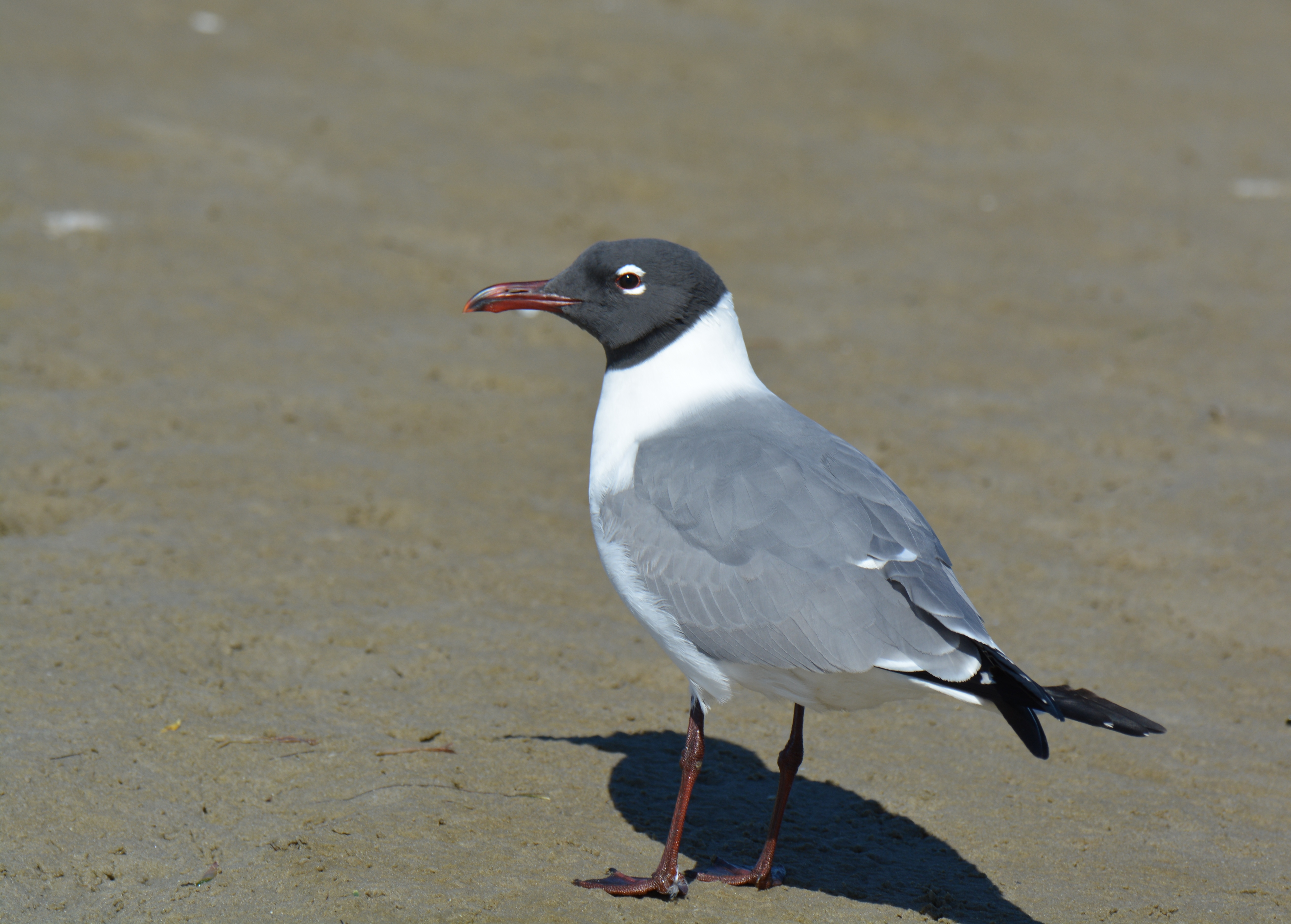
Mating plumage includes black head and red bill
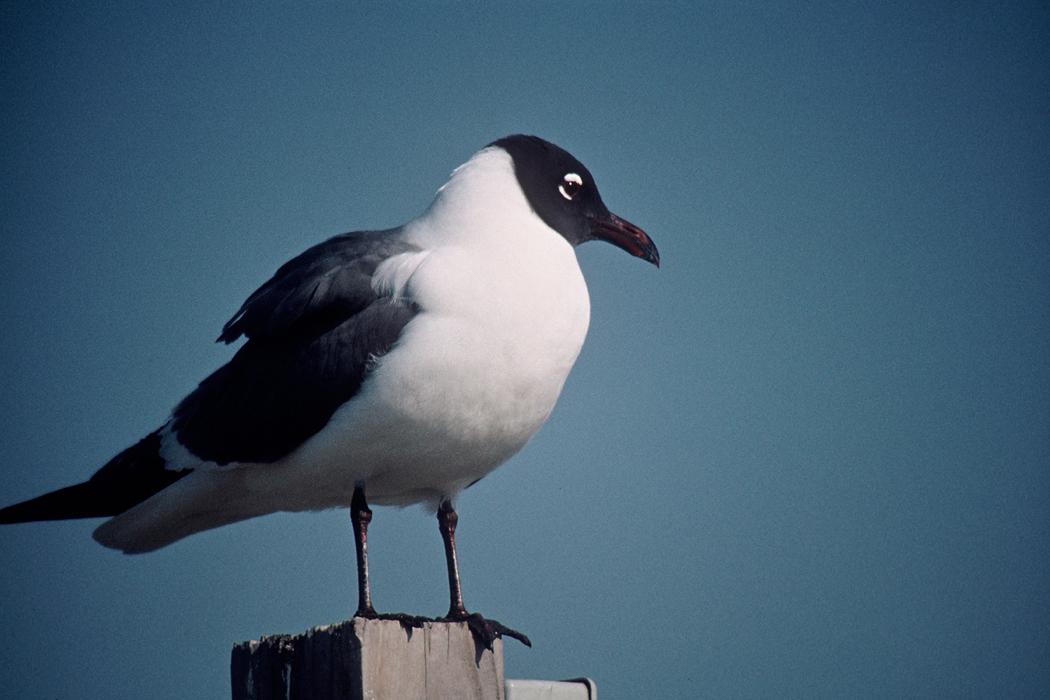
Definitive alternate plumage
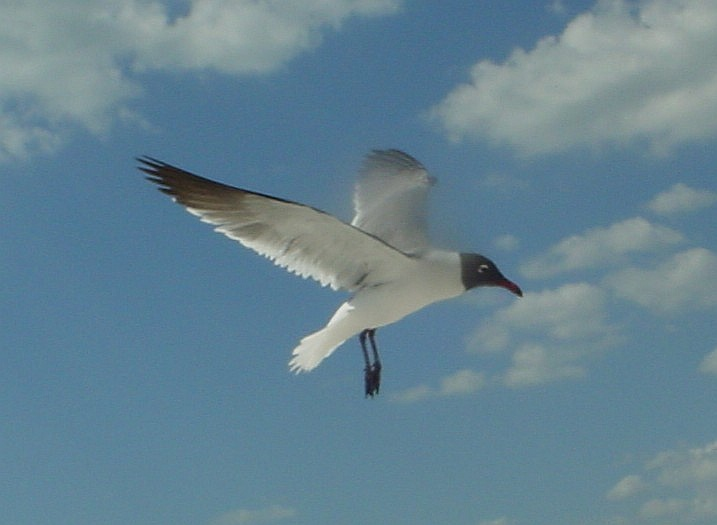
Adult in mid-May (definitive alternate plumage)
first basic plumagefirst basic plumage
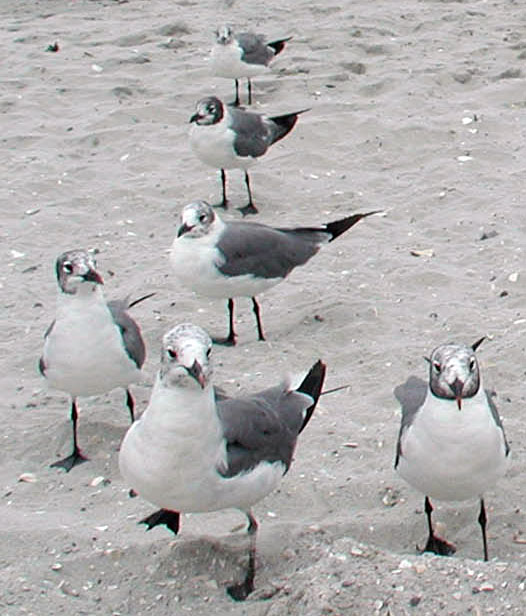
Adult in winter (definitive basic plumage)
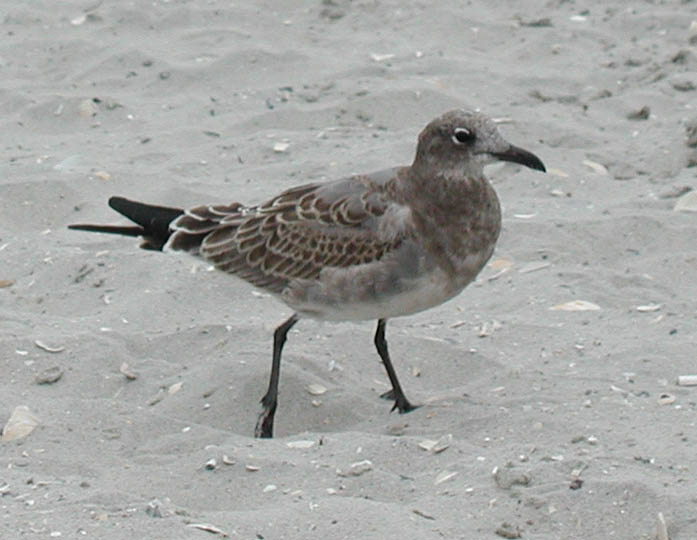
Juvenile
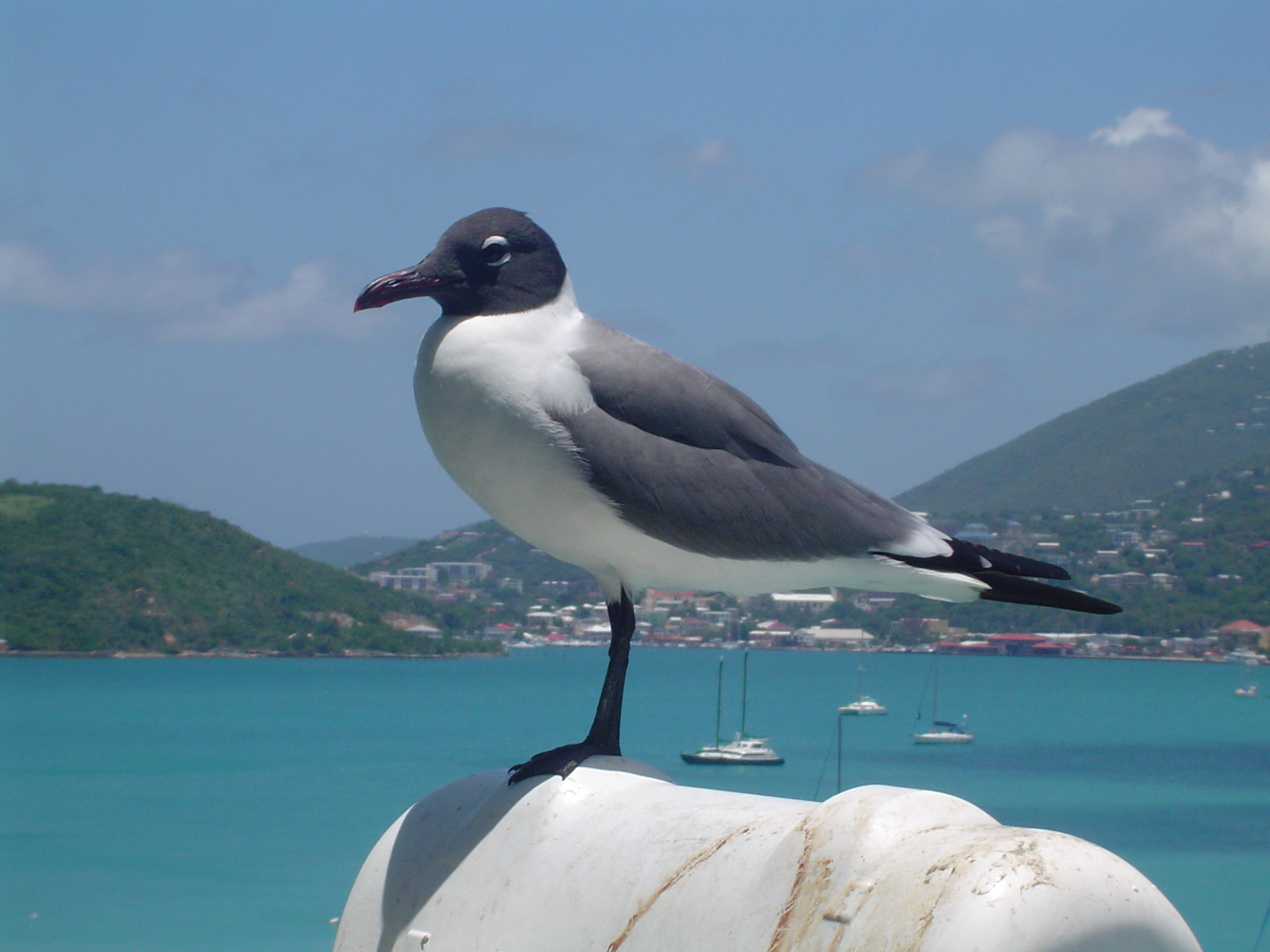
Adult at St. Thomas, Virgin Islands (definitive alternate plumage)
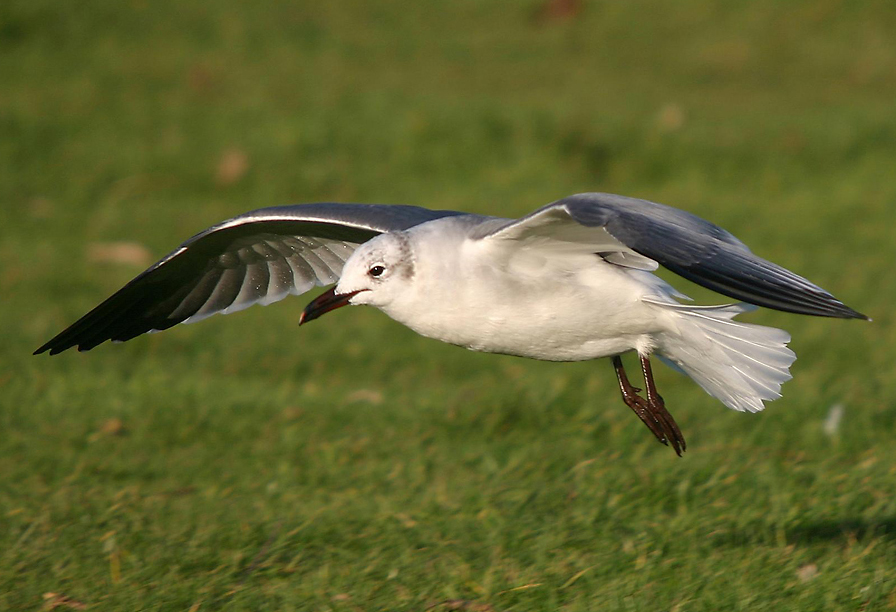
Vagrant in definitive basic plumage in the UK in late 2005
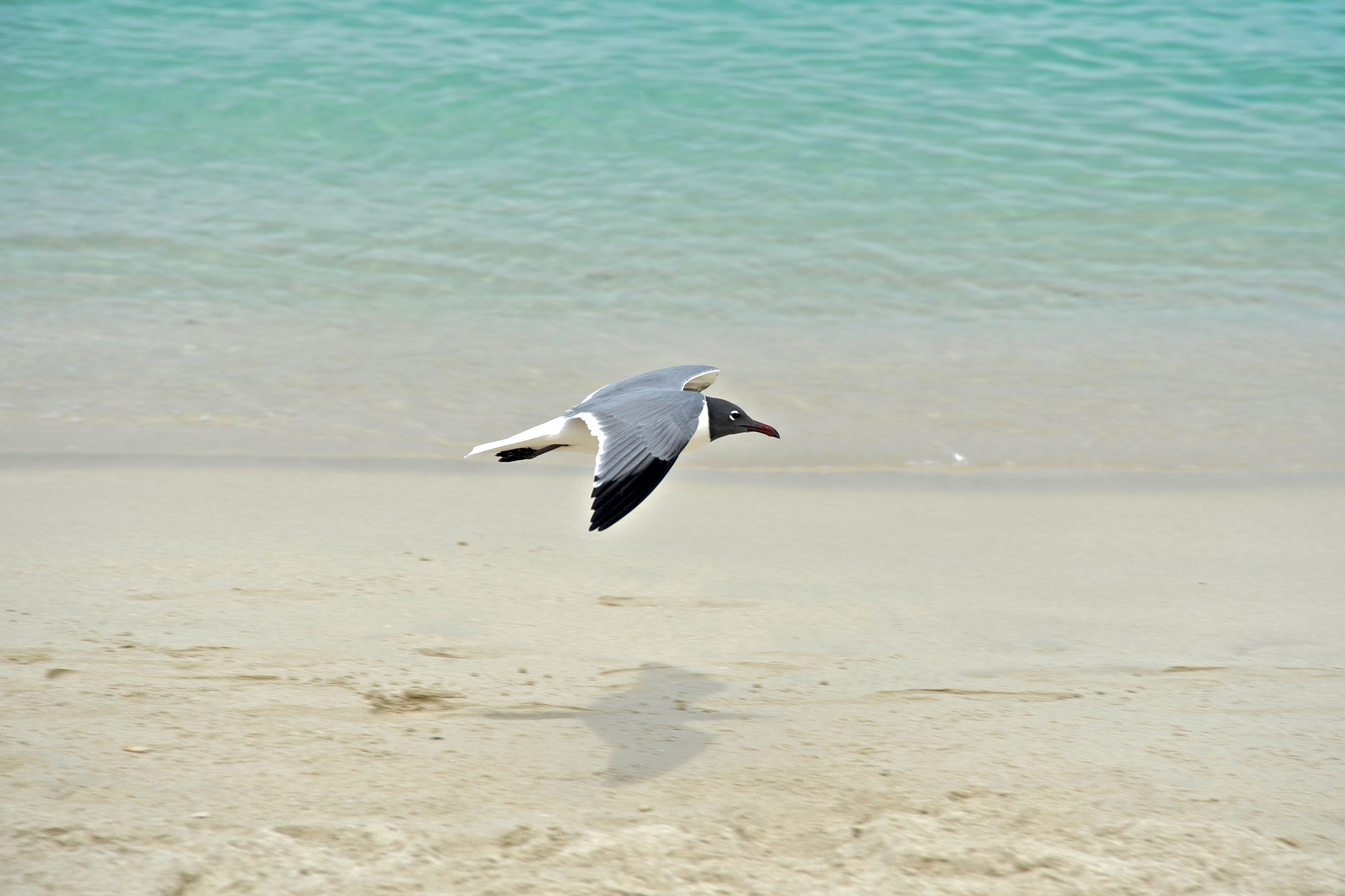
Preparing to land on beach
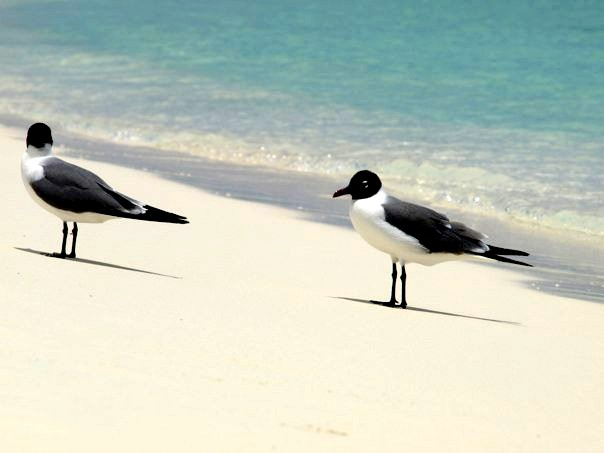
Los Roques Venezuela
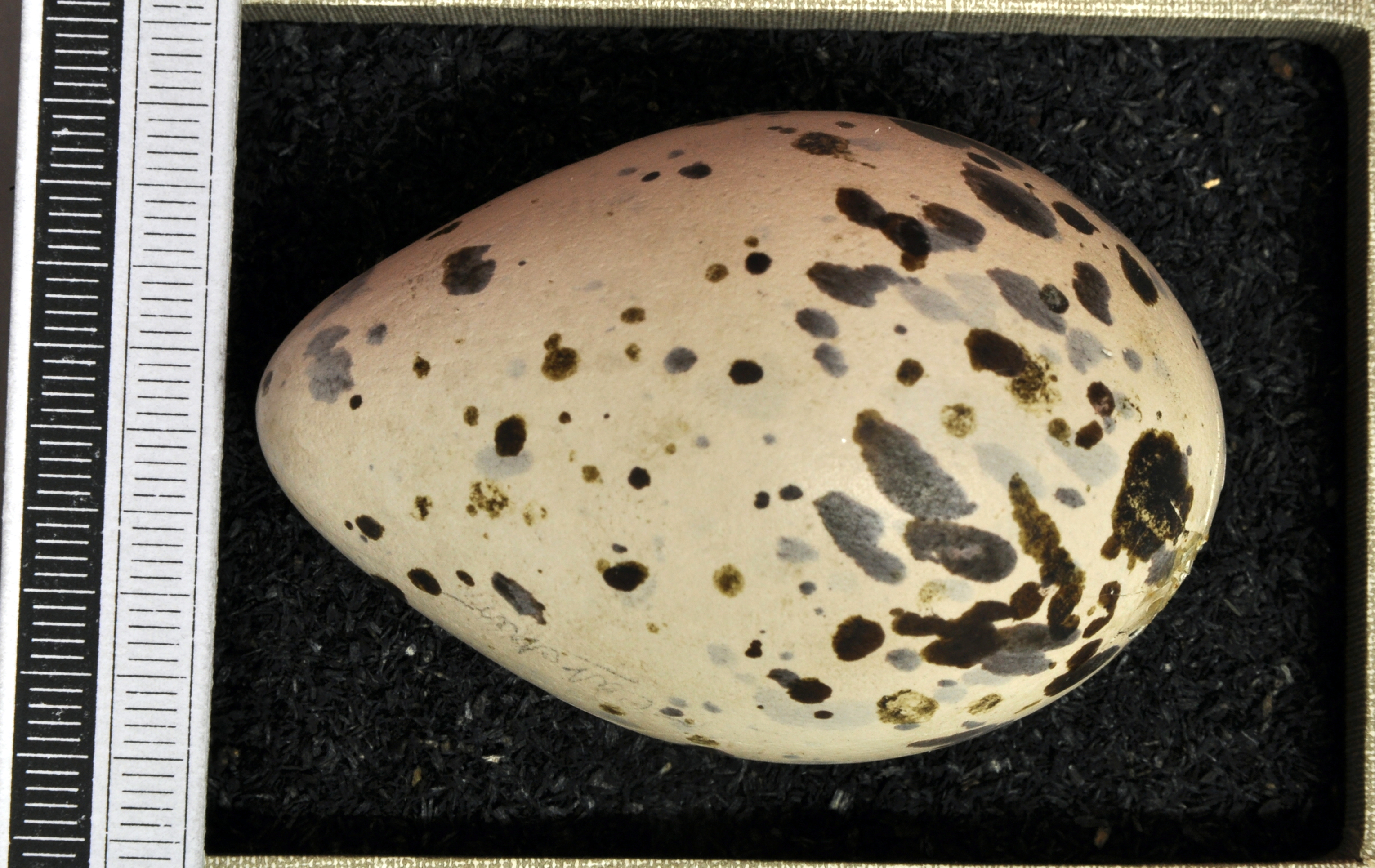
Egg, Collection Museum Wiesbaden